# Železniční nehoda ve Volgogradské oblasti
Železniční nehoda ve Volgogradské oblasti se stala 29. července 2024 ve 12:50 místního času, v úseku trati mezi stanicemi Gremjačaja a Kotělnikovo na území Volgogradské oblasti v Rusku. Na železniční přejezd bez závor, ale s blikajícími červenými světly, vjel pískem naložený nákladní vůz Kamaz, do kterého narazil projíždějící vlak z Kazaně do Adleru vezoucí 812 lidí. Vykolejilo devět vozů, sedm se převrátilo, asi 140 lidí bylo zraněno, třicet lidí, z nich patnáct dětí, bylo hospitalizováno. V nemocnici skončil i třiačtyřicetiletý řidič auta. Dle vyjádření ruských státních drah nikdo nezemřel.

## Záchranná akce
Na místo přijelo dvacet posádek záchranné služby a začaly ošetřovat zraněné na místě. Šestnáct zranění si vyžádalo transport do nemocnice sanitkami.

## Likvidace nehody
K nehodě dorazilo asi 320 drážních techniků, kteří začali ihned pracovat na obnově provozu na trati. Ten byl obnoven už před 15:30 SELČ.

## Vyšetřování
Na přejezdu je signalizace bez závor, situace je tam dobře přehledná. Podle ruských státních drah signalizace v době nehody fungovala. Svědci potvrdili, že auto na přejezd vjelo na červenou.